# Еберхард II фон Хоенфелс
Еберхард II фон Хоенфелс] (на немски: Eberhard II von Hohenfels; * пр. 1433; † сл. 1464) е господар на замък Хоенфелс в ландграфство Хесен-Дармщат и на господството Райполтскирхен в Рейнланд-Пфалц.

## Произход
Той е син на Еберхард I фон Хоенфелс († 1432) и съпругата му вилдграфиня Уда фон Кирбург, внучка на вилдграф Герхард II фон Кирбург († 1356), дъщеря на вилдграф Герхард III фон Кирбург († 1408) и Аделхайд фон Велденц († 1403). Внук е на Конрад II фон Хоенфелс († 1392) и Ида фон Ербах-Ербах († сл. 1402). Потомък е на граф Хайнрих II фон Цвайбрюкен († 1282) и на Филип I фон Боланден-Хоенфелс († 1277). Брат е на Ева фон Хоенфелс († 1480), омъжена за Фридрих фон Кеселщат-Фьорен († сл. 1482).
Резиденцията е водният замък Райполтскирхен. Родът фон Хоенфелс измира 1602 г. с Йохан III.

## Фамилия
Еберхард II фон Хоенфелс се жени на 12 септември 1446 г. за Ирмгард фон Грайфенклау († сл. 1468), вдовица на Вилхелм Кнебел фон Катценелнбоген-Щалберг († пр. 1446), дъщеря на Фридрих фон Грайфенклау († 1459) и Алайд фон Лангенау († 1453). Те имат децата:
- Йохан I фон Хоенфелс († 1516), женен пр. 1492 г. за графиня Валпурга фон Лайнинген-Риксинген († сл. 1492)
- Фридрих фон Хоенфелс († сл. 1457), домхер в Трир
- Еберхард фон Хохенфелс († 10 февруари 1515), домхер в Лонгуйон (1468), архдядон там (1470), домхер във Вормс (1473), катедрален дякон в Трир (1480 – 1493), катедрален приор в Трир
- Филип фон Хохенфелс († сл. 1473)